# Autoportrait au chapeau (Cézanne)
L’Autoportrait au chapeau est une peinture à l'huile sur toile (53 × 38 cm), réalisée en 1875 par le peintre Paul Cézanne.
Elle est conservée au Musée d'art Bridgestone à Tokyo.